# Cumbre de Seattle

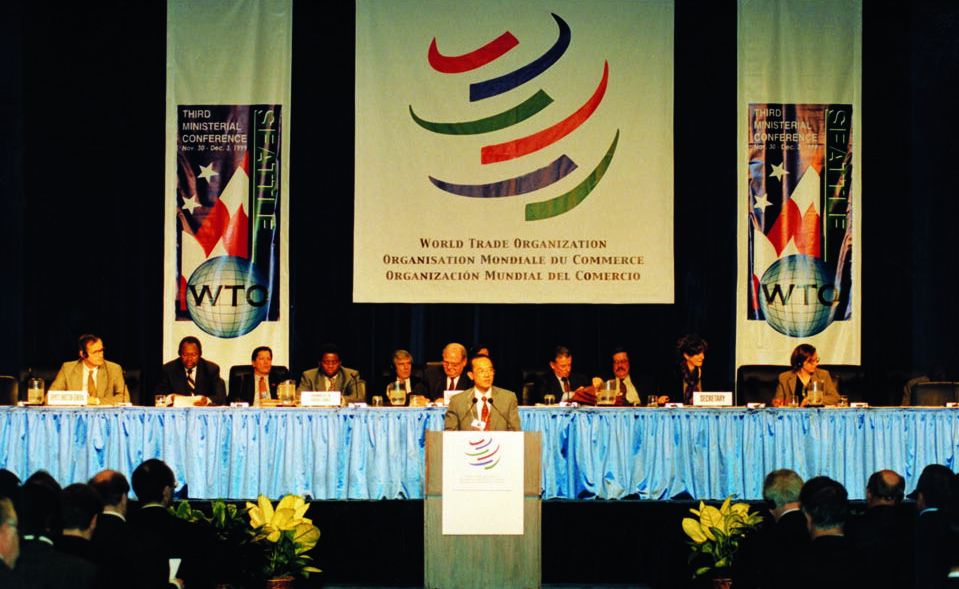

La Cumbre de Seattle constituía la tercera cumbre ministerial de la Organización Mundial del Comercio (OMC) el 30 de noviembre de 1999. Aquel día debía celebrarse la ceremonia de apertura en el teatro Paramount, próximo al Centro de Convenciones.